# Tempête tropicale Miriam (2006)
La tempête tropicale Miriam est la 13e tempête tropicale de la saison cyclonique 2006 pour le bassin nord-est de l'océan Pacifique. Le nom Miriam avait déjà été utilisé en 1972, 1982, 1988, 1994 et 2000.

## Chronologie

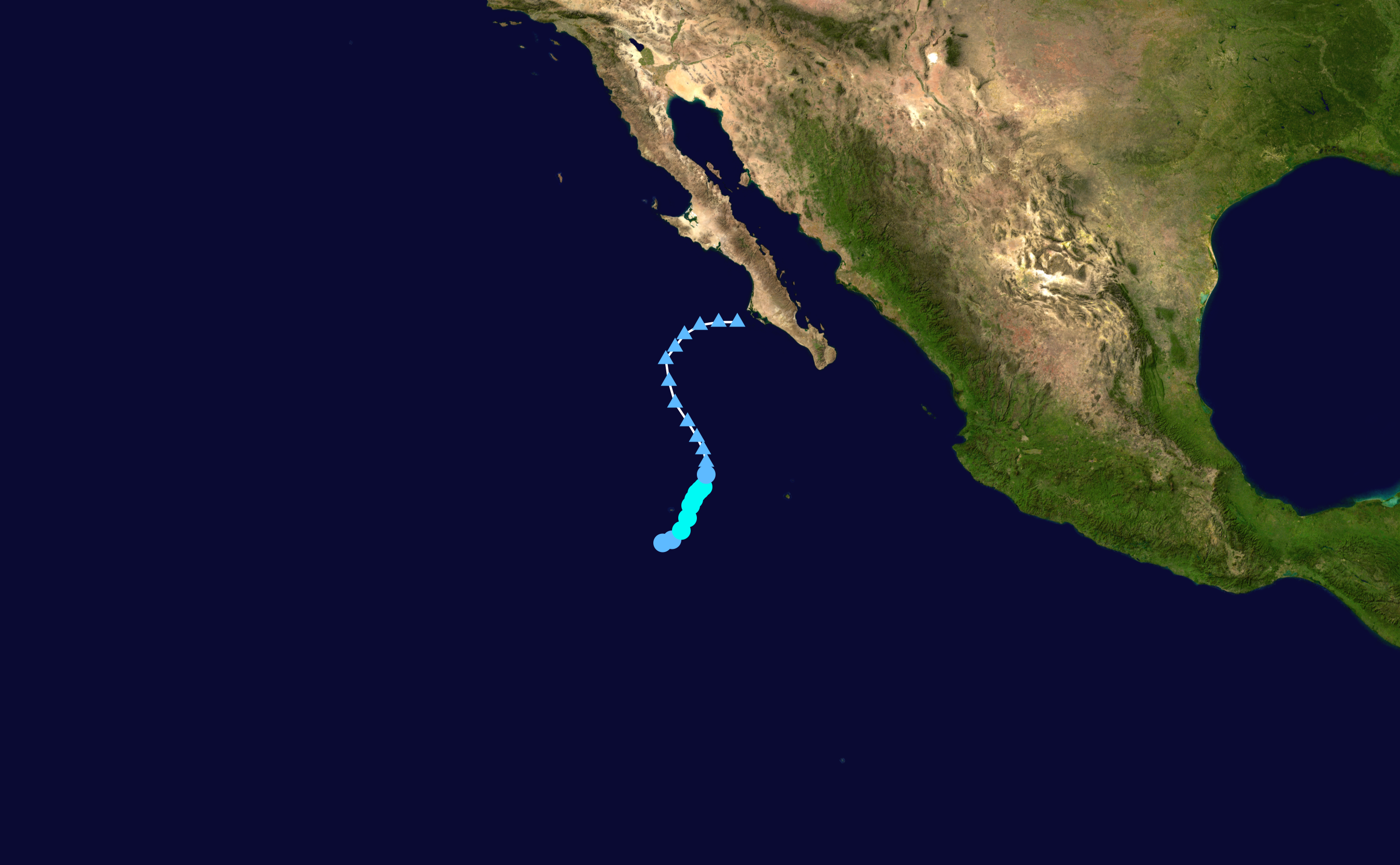
Parcours de la tempête tropicale Miriam

Une perturbation associée à une extension vers le nord de la zone de convergence intertropicale et une vague tropicale a développé une circulation fermée le 15 septembre. Elle s'est déplacée vers le nord-est en raison de l'influence de l'ouragan Lane à proximité, et s'est suffisamment organisée pour être déclarée dépression tropicale 14-E le 16 septembre alors que situé à environ 800 km au sud-ouest de Cabo San Lucas, au Mexique. Il s'est rapidement renforcé et s'est organisé en tempête tropicale Miriam plus tard dans la journée. Après avoir atteint une intensité maximale de 70 km/h, le cisaillement vertical du vent et les eaux plus fraîches ont rapidement affaibli la tempête et la circulation s'est découplée de la convection le 17 septembre. Après avoir tourné davantage vers le nord, Miriam s'est affaiblie au statut de dépression tropicale, et le 18 septembre, il a dégénéré en un résidu bas. La circulation résiduelle s'est tournée vers le nord-ouest, puis vers l'est, et s'est dissipée le 21 septembre à une courte distance à l'ouest de la Basse-Californie. Aucun décès ni dommage n'est associé à Miriam, et un seul navire a enregistré des vents de force de tempête tropicale près du centre.